# Ариняно
Ариня̀но (на италиански: Arignano; на пиемонтски: Argnan, Арънян) е село и община в Метрополен град Торино, регион Пиемонт, Северна Италия. Разположено е на 321 m надморска височина. Към 1 януари 2020 г. населението на общината е 1081 души, от които 49 са чужди граждани.

## Култура

### Религиозни центрове
- Енорийска католическа църква „Св. Дева Мария и св. Реми“ (Chiesa dell′Assunzione di Maria Vergine e di San Remigio), 14 век.[4]